# 温德姆酒店集团
溫德姆酒店集团 （英語：Wyndham Hotels & Resorts, Inc.，：WH）是美國的一家連鎖酒店集團，旗下拥有温德姆 、温德姆至尊 、华美达 、华美达安可 、豪生 、戴斯 、速8 、栢茂 等多个不同档次的酒店品牌，總部位於新泽西州。

## 历史
- 2008年初，Global Hyatt Corporation宣布，温德姆旅游胜地将以1.5亿美元的价格收购Microtel and Hawthorn Suites品牌的所有者US Franchise Systems, Inc.。该交易于2008年7月21日完成。[3]。
- 2008年，温德姆购买了位于威斯康星州的Exel Inn连锁店，并将其全部22处房产转换为温德姆品牌。
- 2010年，Wyndham Destinations从西班牙的Sol Meliá Hotels ＆ Resorts手中收购了TRYP酒店品牌。 该品牌随后被温德姆（Wyndham）重命名为Tryp，被定位为“精选服务，中端市场”品牌，代表大约13,000间客房。
- 2016年底，温德姆酒店集团（Wyndham Hotel Group）宣布收购拉丁美洲领先的芬恩酒店（Fën Hotels），在阿根廷，秘鲁，哥斯达黎加，乌拉圭，巴拉圭，玻利维亚和美国增加了26个管理合同，其中包括两家新的芬恩建造的温德姆大酒店在蒙得维的亚、乌拉圭和巴拉圭的亚松森开业 。
- 2017年夏季，温德姆酒店集团宣布计划以1.7亿美元的价格从Northcott Hospitality收购总部位于明尼苏达州的AmericInn酒店品牌及其管理公司Three Rivers Hospitality。
- 2017年10月，温德姆公司推出了首个软品牌产品——Trademark Hotel Collection，该系列汇集了欧洲和美国的50多家中高档以上酒店。
- 2017年下半年，温德姆酒店集团宣布与美国酒店收入房地产投资信托公司（American Hotel Income Properties REIT Inc.，AHIP）达成协议，将后者现有的44家酒店转换为温德姆的Baymont Inn & Suites, Travelodge 和 Super 8品牌。 此外，AHIP还新收购了Wyndham投资组合中的另外两家酒店。[3]
- 2018年5月31日，温德姆环球公司（原NYSE：WYN）以19.5亿美元现金的价格完成了对La Quinta Holdings酒店特许经营权（900家酒店和89,000+间客房）和酒店管理业务的收购。

## 品牌
目前，集团旗下有24个酒店品牌。

### 奢华酒店
- Registry Collection Hotels
- 温德姆至尊酒店（Wyndham Grand）

### 高端酒店
- 温德姆道玺酒店（Dolce Hotels and Resorts）
- 温德姆酒店（Wyndham）

### 潮流/生活方式酒店
- 爵怡温德姆酒店（TRYP）
- Esplendor Boutique Hotels
- Dazzler
- Trademark Collection
- Vienna House
- Wyndham Alltra

### 中端酒店
- 拉昆塔酒店（La Quinta Inns & Suites）
- 蔚景温德姆酒店（Wingate）
- 温德姆花园酒店（Wyndham Garden）
- 美吟酒店（AmericInn）
- 华美达酒店（Ramada）
- 华美达安可酒店（Ramada Encore）
- 贝蒙特酒店（Baymont）

### 经济型酒店
- 麦客达酒店（Microtel）
- 戴斯酒店（Days Inn）
- 速8酒店（Super 8）
- 豪生酒店（Howard Johnson）
- Travelodge

### 长租公寓
- Hawthorn Suites
- Echo Suites

## 外部連結
- 官方網站